# 산란
산란(散亂, scattering)은 움직이는 입자나 빛, 소리와 같은 복사(輻射)가 통과하는 매질 내의 국지적 불균일성에 의해 직선 경로에서 벗어나는 물리적 과정이다. 일반적으로는 전반사각과 다른 방향으로 반사된 방사선의 편향도 산란에 포함된다. 산란되어 반사된 방사선은 난반사라고 하며, 산란 없이 반사된 것은 정반사라고 부른다. "산란"이라는 용어는 본래 빛의 산란에 한정되어 사용되었으며, 그 기원은 17세기 아이작 뉴턴까지 거슬러 올라간다. 이후 빛이 아닌 다른 물질에서도 유사한 현상이 발견되면서 개념이 확장되었고, 1800년 윌리엄 허셜은 열선(heat rays)의 산란을 언급하기까지 이르렀다. 1870년대에는 존 틴들이 빛의 산란과 소리의 산란 사이의 연관성을 지적하였다. 19세기 말에는 음극선(전자 빔)과 X선의 산란이 관찰되어 논의되었으며, 20세기 들어 러더포드 등 과학자들의 아원자 입자 발견과 양자이론의 발전으로 산란 개념은 더욱 폭넓게 적용되었다.
산란은 입자와 입자 사이의 충돌 결과를 지칭할 수도 있다. 대표적인 예로는 지구 대기권에서의 우주선 산란, 입자 가속기 내부에서의 입자 충돌, 형광등 내부 가스 원자에 의한 전자 산란, 그리고 원자로 내부에서의 중성자 산란 등을 들 수 있다. 현대 물리학에서는 빛, 전자, 원자, 분자, 광자 등 다양한 입자 및 파동 간의 상호작용을 설명하는 데 산란 이론이 폭넓게 사용되고 있다.
산란을 일으키는 원인은 매우 다양하며, 이들을 산란체(scatterers) 또는 산란 중심(scattering centers)이라고 부른다. 산란체의 예로는 입자, 기포, 액체 내 밀도 요동, 다결정 고체의 결정립(crystallite), 단결정 고체의 결함, 표면 거칠기, 생물체의 세포, 의류의 섬유 등을 들 수 있다. 이러한 불균일성은 거의 모든 종류의 전파하는 파동이나 움직이는 입자의 경로에 영향을 미칠 수 있으며, 이러한 효과는 산란 이론이라는 이론적 틀을 통해 기술된다.
산란 및 산란 이론은 다양한 분야에서 중요한 역할을 한다. 대표적인 분야로는 레이더 감지, 의료용 초음파, 반도체 웨이퍼 검사, 중합 반응 모니터링, 음향 타일링, 자유 공간 통신, 컴퓨터 그래픽스(CG) 등이 있다. 입자-입자 산란 이론은 입자 물리학, 원자·분자·광학 물리학, 핵물리학, 천체물리학 등의 분야에서 필수적인 역할을 한다. 특히 입자 물리학에서는 기본 입자 간의 양자적 상호작용과 산란을 산란 행렬을 통해 기술하는데, 이는 존 아치볼드 휠러와 베르너 하이젠베르크에 의해 도입되고 발전되었다.
산란은 다양한 개념을 사용하여 정량화된다. 주요 지표로는 산란 단면적(σ), 감쇠 계수, 양방향 산란 분포 함수(BSDF), 산란 행렬(S-매트릭스), 평균 자유 경로 등이 있다.

## 단일 산란과 다중 산란

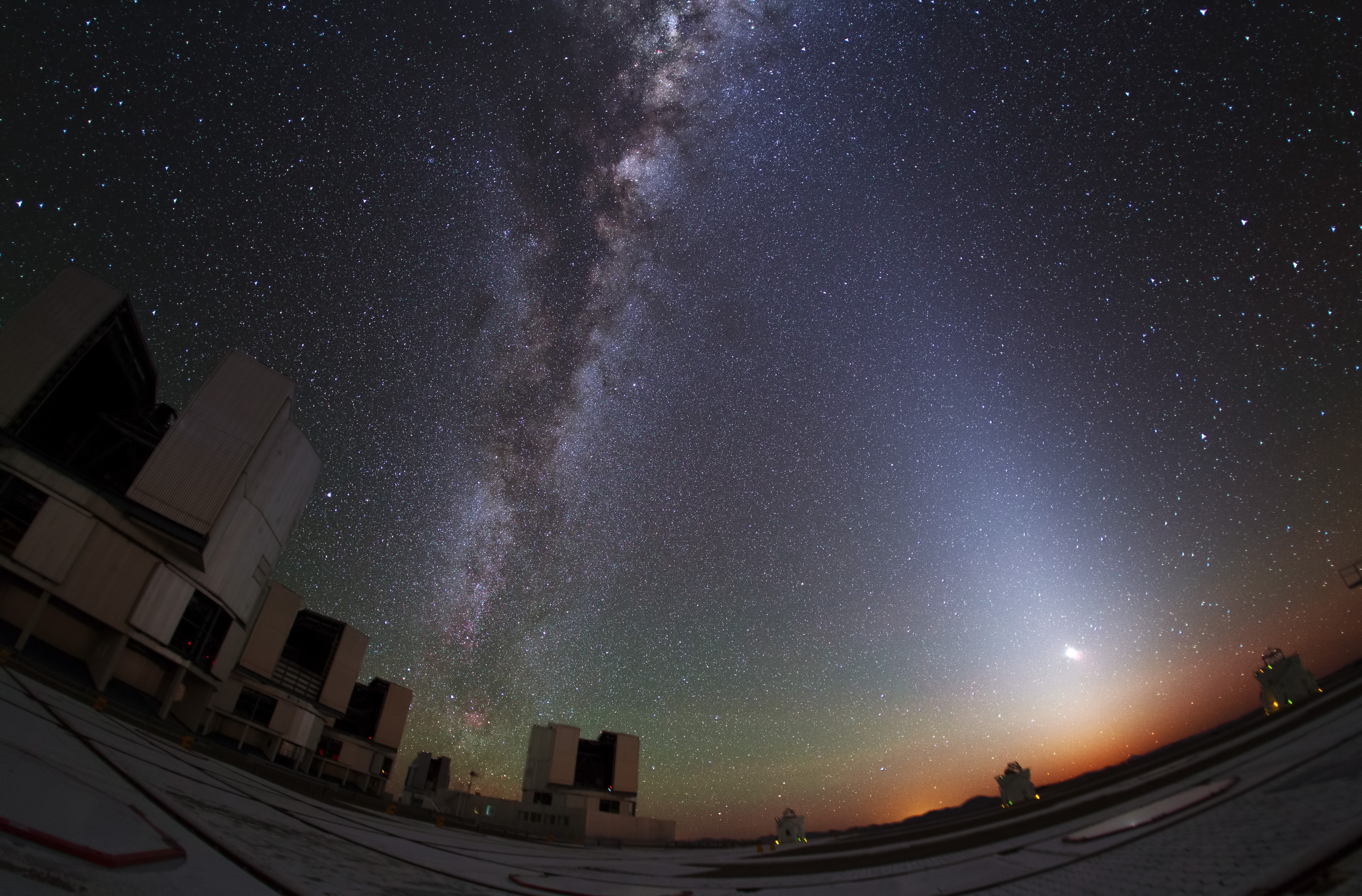
황도광은 밤하늘에서 희미하고 퍼진 빛으로 관찰되는 현상이다. 이 현상은 태양계의 평면을 따라 퍼져 있는 성간 먼지에 의해 태양빛이 산란되면서 발생한다.

물질이 하나의 국지적인 산란 중심에 의해서만 산란되는 경우를 단일 산란(single scattering)이라고 한다. 그러나 실제로는 산란 중심들이 밀집하여 존재하는 경우가 더 흔하며, 이때 방사선은 여러 번 산란을 거치게 되는데, 이를 다중 산란(multiple scattering)이라고 부른다.
단일 산란과 다중 산란의 주요 차이점은, 단일 산란은 보통 무작위적인 현상으로 취급할 수 있는 반면, 다중 산란은 다소 직관에 반하여 더 결정론적인 과정으로 모델링할 수 있다는 점이다. 이는 수많은 산란 사건의 결과가 평균화되어 최종적으로 규칙적인 분포를 나타내기 때문이다. 다중 산란은 이러한 특성 때문에 확산 이론(diffusion theory)을 통해 효과적으로 기술될 수 있다.
다중 산란에서는 상호작용의 무작위성이 많은 산란 사건을 통해 평균화되므로, 최종적으로 방사선의 경로는 결정론적인 세기 분포처럼 보이게 된다. 이는 두꺼운 안개를 통과하는 빛의 예에서 잘 드러난다. 다중 산란은 확산(diffusion)과 매우 유사하며, 많은 경우 이 두 용어는 서로 바꿔서 사용된다. 다중 산란을 유도하기 위해 설계된 광학 부품은 디퓨저(diffuser)라고 불린다.

## 산란 이론
산란 이론은 파동과 입자의 산란 현상을 연구하고 이해하기 위한 이론적 틀이다. 파동의 산란은 파동이 어떤 물질적 대상과 충돌하고 산란되는 과정에 해당하는데, 햇빛이 빗방울에 의해 산란되어 무지개가 형성되는 현상이 이에 속한다. 또한 당구공끼리의 충돌, 알파 입자가 금 원자핵에 의해 방향이 바뀌는 러더퍼드 산란, 전자 및 X선이 원자군에 의해 회절되는 브래그 산란, 그리고 핵분열 생성물이 얇은 금속막을 통과하면서 일어나는 비탄성 산란 모두 산란의 일종이다.
보다 엄밀하게 말하자면, 산란은 편미분방정식의 해가 먼 과거에는 자유롭게 전파되다가, 상호작용 또는 경계 조건과의 접촉을 통해 산란을 일으키고, 이후 먼 미래로 다시 전파되는 과정을 연구하는 분야이다. 산란 이론에는 두 가지 주요 문제 유형이 존재한다. 정방향 산란 문제(direct scattering problem)는 산란체의 특성을 바탕으로 산란된 방사선 또는 입자 흐름의 분포를 예측하는 문제이다. 반면, 역산란 문제(inverse scattering problem)는 물체에서 산란된 방사선이나 입자의 측정 데이터를 바탕으로 해당 물체의 형상이나 내부 구조와 같은 특성을 도출해내는 문제이다.

## 전자기파 산란

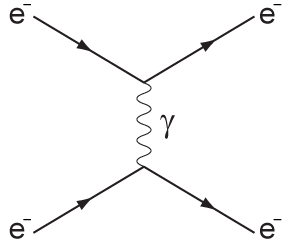
가상의 광자 방출에 의한 두 전자 사이에 산란의 파인먼 다이어그램

전자기파는 산란이 일어나는 복사의 형태로서 잘 알려져 있으며 가장 흔하게 접할 수 있다. 특히 빛과 전파의 산란은 물리학과 공학, 전파천문학 등 전반에 걸쳐 매우 중요하다. 전자기파 산란의 몇 가지 다양한 측면은 각각 서로 다른 명칭이 주어질 만큼 그 성격이 뚜렷하다. 에너지 전달이 거의 없는 탄성 산란의 대표적인 형태는 레일리 산란과 미 산란이다. 비탄성 산란에는 브릴루앙 산란, 라만 산란, 비탄성 X선 산란, 콤프턴 산란 등이 있다.
빛의 산란은 빛의 흡수와 함께 물체가 실제로 어떻게 보이는지를 결정짓는 두 가지 주요 물리 과정 중 하나이다. 흰색 물체의 경우, 물체 내부나 표면의 불균질성(예: 미세한 투명 결정의 경계면, 종이 속의 섬유 등)에 의해 다중 산란이 일어나기 때문에 흰색으로 보이는 것이다. 일반적으로, 표면의 광택(또는 윤기, 광채)은 산란의 정도에 의해 결정되는데 강한 산란이 일어나는 표면은 소위 ‘무광’으로 보이고, 표면 산란이 거의 없는 경우에는 금속이나 석재처럼 광택이 있는 것으로 보인다.
물체 색상의 대부분은 특정 파장의 선택적 흡수(스펙트럼 흡수)와 탄성 산란이 종합적으로 작용하여 결정된다. 피부 밑의 정맥이 푸르게 보이는 현상은 색상 형성에 있어 흡수와 산란이 복잡하게 작용하는 대표적인 예시이다. 흡수 없이 산란만으로 색이 형성되는 경우도 있으며, 이 경우 대개 푸른 계열의 색을 띤다. 하늘의 푸른 색(레일리 산란), 사람의 홍채, 일부 조류의 깃털 등에서 관찰된다. 나노입자에서는 공명 산란 현상이 발생하여 매우 다양한 색상도 형성될 수 있다. 특히 표면 플라즈몬 공명(surface plasmon resonance)에 의해 형성되는 경우 그 색상은 더욱 선명하고 생생하다.
빛의 산란 모델은 크기 무차원 매개변수 α를 기준으로 세 영역으로 나뉜다. 이때 α는 다음과 같이 정의된다.{\displaystyle \alpha =\pi D_{\text{p}}/\lambda ,}이때 πDp는 입자의 둘레, λ는 매질 속 파장의 길이다. α의 값에 따라 세 가지 산란 영역이 구분된다. α가 1보다 훨씬 작으면(α≪1) 레일리 산란이고, α가 대략 1이면(α≈1) 미 산란이며(구형 입자에만 적용된다), α가 1보다 훨씬 크면(α≫1) 기하학적 산란이다.
레일리 산란은 작은 구형 부피 내에서 굴절률이 조금씩 다른 입자나 기포, 물방울, 또는 밀도 요동이 전자기파를 산란시키는 현상이다. 이 모델은 레일리 경이 처음으로 성공적으로 해석하였으며, 이의 적용을 위해 구형 산란체의 지름은 산란파장의 약 1/10보다 훨씬 작아야 한다. 이 영역에서는 산란체의 정밀한 형태보다는 등부피 구체로 간주하는 것이 일반적이다. 순수 기체를 통과하는 복사선이 겪는 본질적 산란도 기체 분자의 미세한 밀도 요동에 의한 것으로, 대체로 레일리 모델이 적용될 수 있을 만큼 규모가 작다. 이 산란 메커니즘은 맑은 날 지구 대기의 하늘이 파랗게 보이는 주된 이유이다. 파장이 짧은 청색광이 긴 적색광보다 훨씬 강하게 산란되기 때문인데, 이는 레일리의 유명한 1/λ4 관계식으로 설명된다. 산란은 흡수와 함께 대기 중 복사선 감쇠의 주요 원인이다. 산란 정도는 입자 지름과 복사 파장의 비율을 비롯해 편광, 입사각, 결맞음 등 여러 인자에 따라 달라진다.
더 큰 직경의 입자에 대한 전자기파 산란 문제는 구스타프 미가 처음으로 구형 입자에 대해 해석적 해를 제시하면서 해결되었으며, 레일리 범위를 벗어난 구형 입자에 의한 산란은 일반적으로 미 산란이라 부른다. 미 산란 영역에서는 산란체의 구체 모양이 훨씬 더 중요해지며 이 이론은 구체에만 잘 적용된다. 일부 수정과정을 거치면 회전 타원체나 타원체에도 적용할 수 있지만, 임의 형태에 대해 일반적인 해를 구하는 닫힌 해는 알려져 있지 않다.
미 산란과 레일리 산란 모두 탄성 산란 과정으로 간주되며, 산란 전후에 빛의 에너지(따라서 파장과 진동수)는 본질적으로 변하지 않는다. 다만 산란체가 운동 중일 때에는 도플러 효과로 인한 약간의 에너지 변화가 생기며, 이는 라이다나 레이더 같은 관측 장비를 통해 관측할 때 산란체의 속도를 측정하는 데 활용된다.
입자 직경과 파장의 비가 대략 10을 넘으면 기하광학 법칙만으로도 빛과 입자의 상호작용을 대부분 설명할 수 있다. 이 경우에도 미 이론을 계속 적용할 수는 있으나, 수치 해석이 매우 복잡해져 실용적이지 않은 경우가 많다.
레일리 및 미 산란 모델이 적용되지 않는 크거나 불규칙한 형태의 입자에 대한 산란을 모형화하기 위해서는 여러 수치 해석 기법을 사용할 수 있다. 가장 일반적인 방법은 유한요소법으로, 이 기법은 맥스웰 방정식을 풀어 산란된 전자기장의 분포를 계산한다. 이를 계산하기 위해 산란체의 공간 내 굴절률을 지정하여 2차원 또는 때로는 3차원 구조 모형을 만들 수 있는 고급 소프트웨어 패키지가 존재한다. 비교적 크고 복잡한 구조를 다룰 때는 이러한 모형을 계산하는 데 컴퓨터에서 상당한 실행 시간이 필요하다.
전기영동은 전기장 영향 아래에서 고분자가 이동하는 현상이다. 전기영동 광산란은 액체에 전기장을 가해 입자를 움직이게 한 뒤, 이 움직임이 빛 산란에 미치는 영향을 측정하는 기법이다. 입자의 전하량이 클수록 이동 속도가 빨라진다.

## 같이 보기
- 산란 진폭
- 산란 길이
- 단면적
- 광학 정리
- 전자기파의 산란:
  - 콤프턴 산란
  - 톰슨 산란
  - 레일리 산란
  - 미 이론
- 파동 함수의 산란:
  - 리프먼-슈윙거 방정식
  - 부분파 방법
  - 산란 행렬